# Nasser Martin-Gousset
Nasser Martin-Gousset (* 1965 in Lyon, Frankreich) ist französischer Tänzer und Choreograph für zeitgenössischen Tanz.

## Leben
Martin-Goussets Vater ist Ägypter, seine Mutter stammt aus Korsika. Nach seiner Ausbildung am Conservation national de région de Lyon arbeitete er seit 1985 als Tänzer unter anderen zusammen mit Karine Saporta, Dominique Petit, Sasha Waltz und Meg Stuart. Mit Josef Nadj, einem seiner Lehrer, erarbeitete er verschiedene Stücke.
1996 gründete er sein eigenes Ensemble unter dem Namen La Maison. Für das Théâtre de la Bastille schuf er 1996 das Stück Alléluia. Seine Arbeiten beruhen oft auf literarischen Vorlagen. Beispielsweise basiert Neverland (2002) auf einem Text von Emily Brontë. Sein Spiel Péplum aus dem Jahre 2006 wurde durch den Film Cleopatra von Joseph Mankiewicz inspiriert. 2001 arbeitete er mit dem Regisseur Yves Beaunesne zusammen und brachte La Princesse Maleine von Maurice Maeterlinck auf die Bühne. 2004 folgte dann Onkel Wanja nach Anton Tschechow.
Im Oktober 2008 wurde Martin-Goussets Comedy in Paris im Théâtre de la Ville – Sarah Bernhardt aufgeführt. Es verwendet Dialoge und Situationen aus den Filmen Der rosarote Panther (1963), Der Partyschreck (1968) und Frühstück bei Tiffany (1961) von Blake Edwards. Im November 2009 tanzte er La Belle im Théâtre national de Chaillot in Paris.
2010 wurde Martin-Goussets Stück Pacifique bei der Biennale de Lyon uraufgeführt und erneut im Mai 2011 auf dem Movimentos-Festival in Wolfsburg gezeigt.